# Youngs Siding
Youngs Siding ist ein Ort im australischen Bundesstaat Western Australia. Er liegt etwa 28,5 Kilometer westlich von Albany und 17,5 Kilometer östlich von Denmark im traditionellen Siedlungsgebiet des Aborigines-Stammes der Mineng.

## Geografie

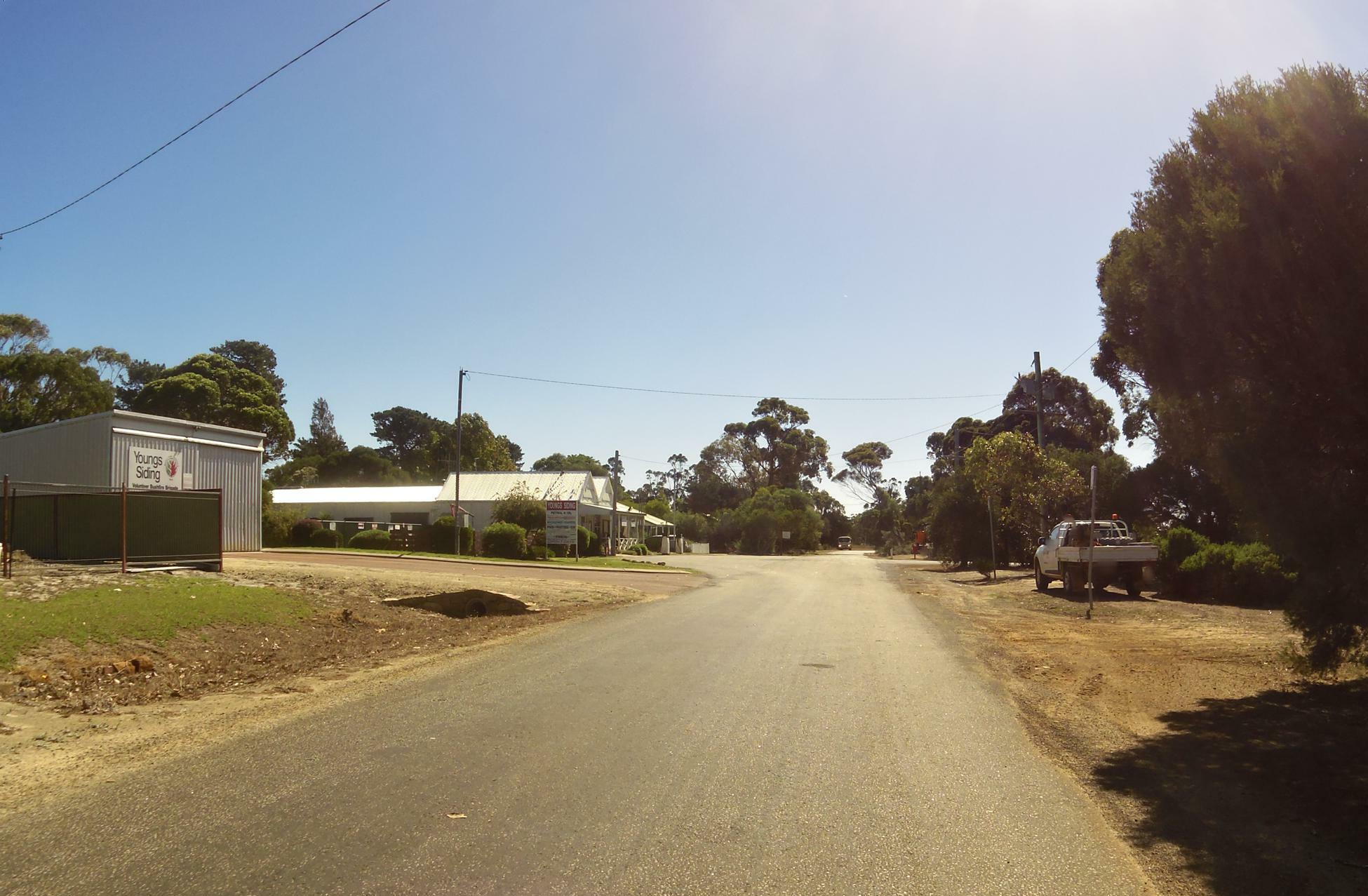
Im Ortszentrum

Westlich des Ortes liegen Nullaki und Hay, südlich Lowlands, östlich Kronkup und Torbay und nördlich Redmond West.
Im Westen hat Youngs Siding ein etwa 9,6 Kilometer langes Ufer am Wilson Inlet beziehungsweise am Youngs Lake. An diesem Ufer liegen die Strände Morley Beach, Hay River Beach, die Landspitze Nonalup Point und die Insel Cuppop Island. Im Landesinneren liegen außerdem das Nenamup Inlet und der Morley Hill. Durch den Ort fließen die Flüsse Morley Creek, Sleeman River und Hay River.

## Geschichte und Ortsnamen
1889 erbaute die Firma Millars Karri and Jarra Forests Ltd. eine Bahnlinie vom heutigen Elleker nach Torbay, die in der Mitte der 1890er bis nach Denmark verlängert wurde. Das Nebengleis hieß Young’s Siding. 1903 gab die Regierung Land neben diesem Gleis zum Kauf frei, um eine neue Ortschaft mit dem Namen Youngs zu gründen, die im Jahr 1917 ins Ortsverzeichnis aufgenommen wurde. „Siding“ (Nebengleis) wurde damals aus den Namen entfernt. Da der Ort aber im normalen Sprachgebrauch  immer noch als „Young’s Siding“ bekannt war, entschloss man sich 1999, den Namen zu Youngs Siding zu ändern.
Der erste Teil des Ortsnamens geht auf den Farmer David Young zurück, der in den 1850ern begann, in der Region Land zu bestellen.

## Bevölkerung
Der Ort Youngs Siding hatte 2016 eine Bevölkerung von 336 Menschen, davon 54,4 % männlich und 45,6 % weiblich. Darunter sind 2,1 % (sieben Personen) Aborigines oder Torres Strait Islanders.
Das durchschnittliche Alter in Youngs Siding liegt bei 50 Jahren, zwölf Jahre über dem australischen Durchschnitt von 38 Jahren.